# Krzysztof Urbaniak
Krzysztof Urbaniak (* 5. Mai 1984 in Turek) ist ein polnischer Organist und Cembalist, Orgelsachverständiger, Herausgeber Alter Musik und Hochschulprofessor.

## Leben und Werk

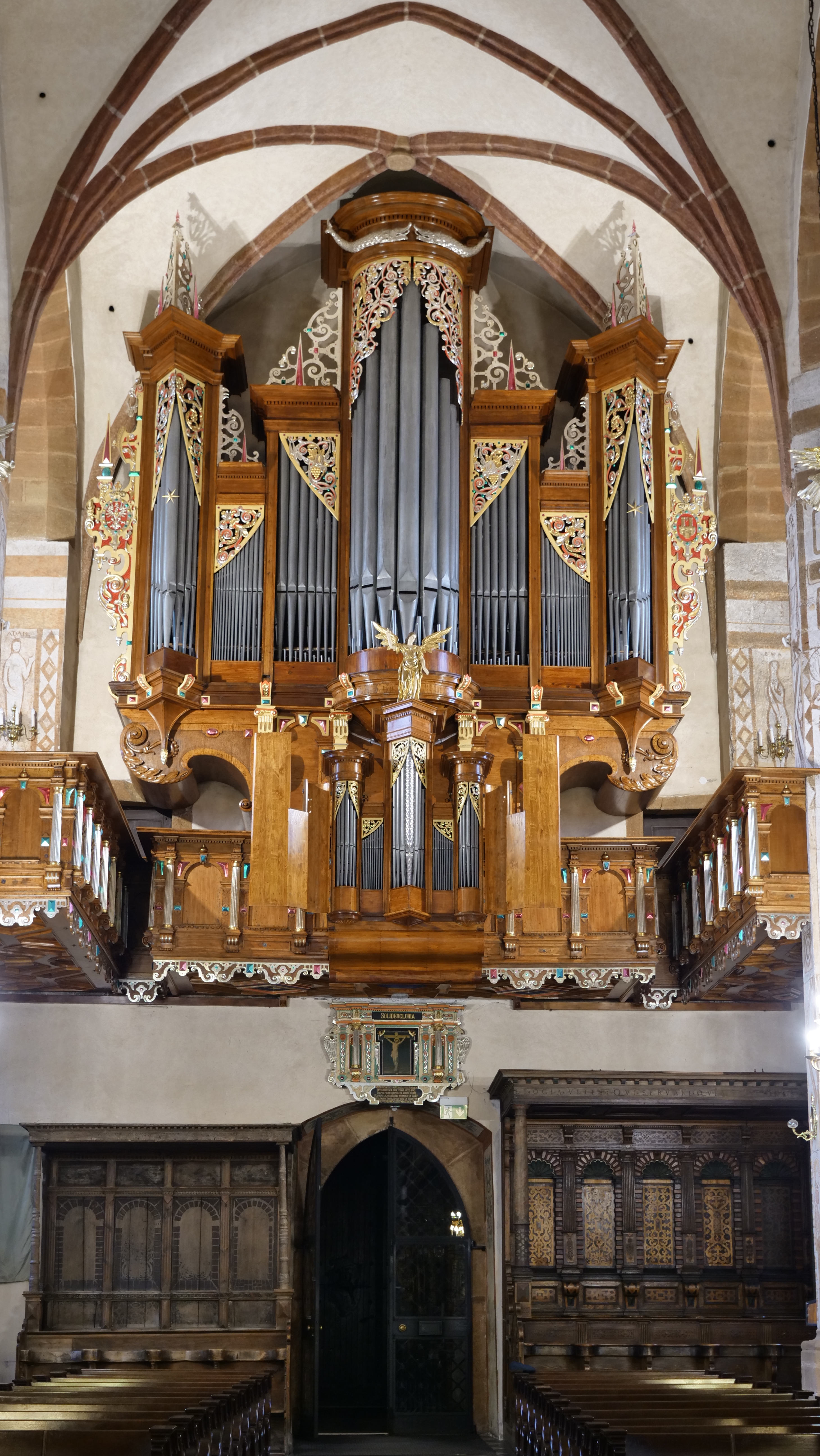
Hummel-/Nitrowski-Orgel von 1611–1633 in Olkusz

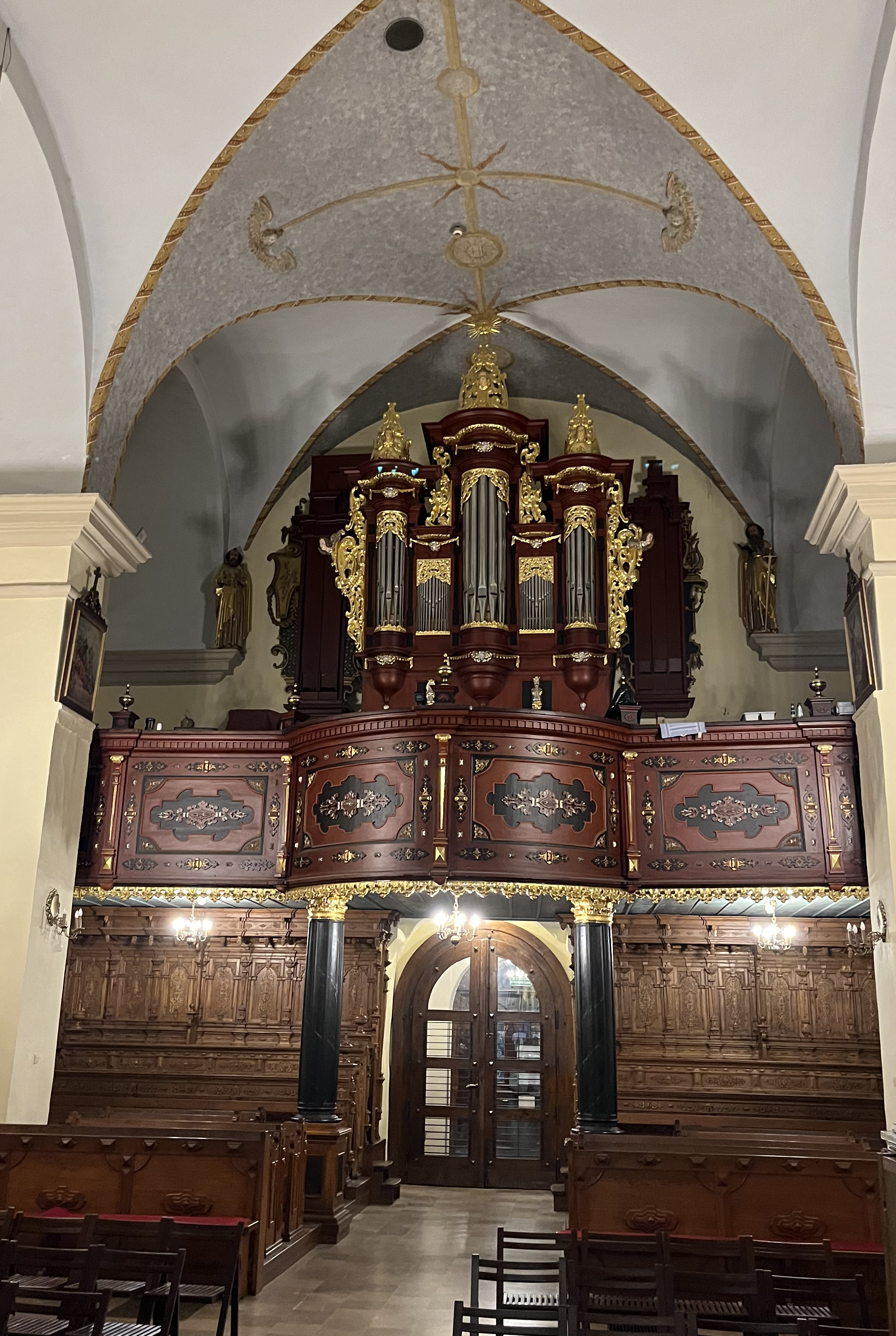
Jan-Głowiński-Orgel von 1679 in der Pfarrkirche in Stary Sącz

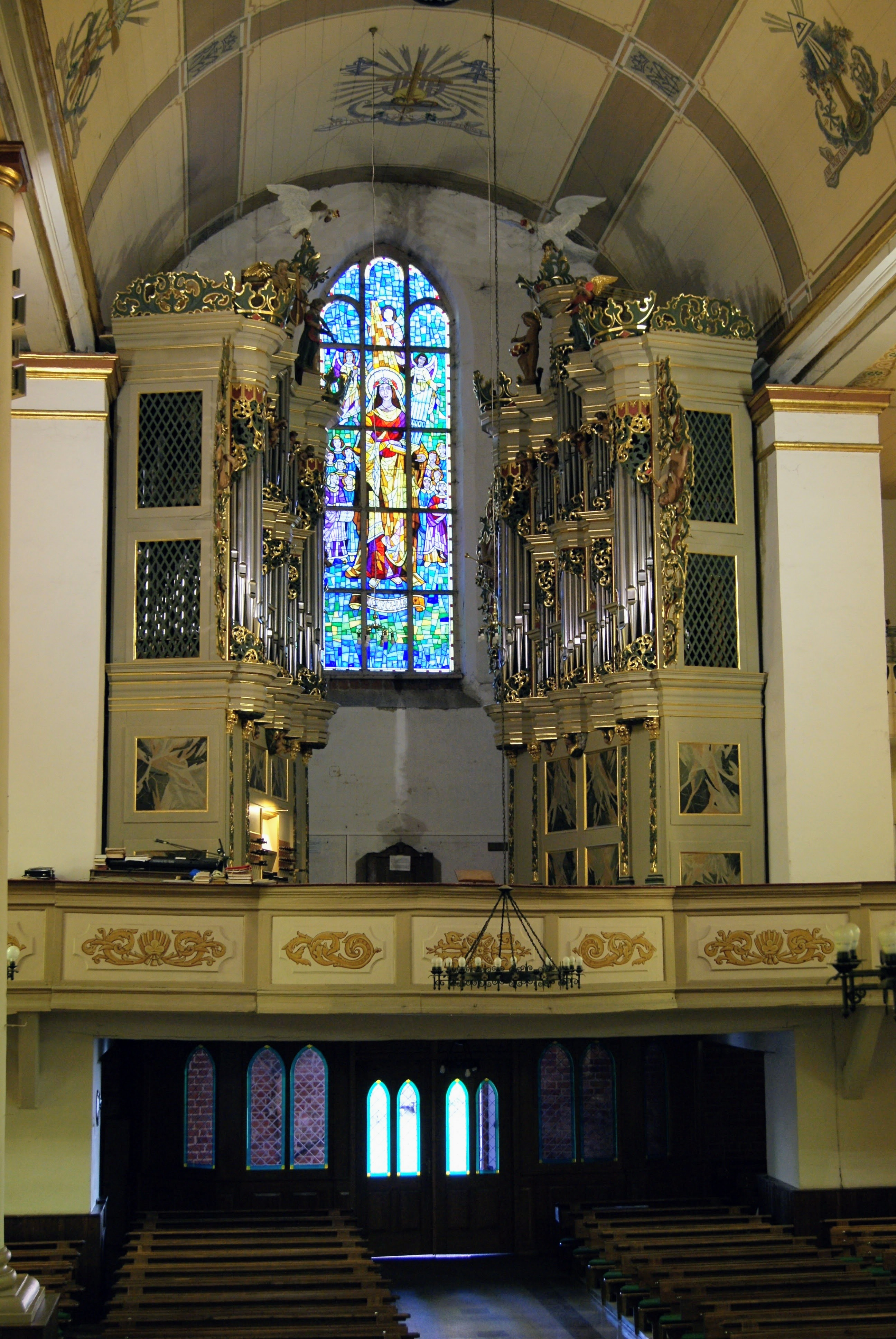
Hildebrandt-Orgel von 1717–1719 in Pasłęk

Urbaniak absolvierte im Jahr 2007 ein Studium an der Warschauer Fryderyk-Chopin-Musikakademie (heute Fryderyk-Chopin-Universität für Musik) in der Orgelklasse von Józef Serafin und der Cembaloklasse von Leszek Kędracki. Mit Auszeichnung schloss er 2010 an der Hochschule für Musik und Darstellende Kunst Stuttgart in der Orgelklasse von Ludger Lohmann und der Cembaloklasse von Jörg Halubek (Künstlerische Ausbildung und Konzertexamen) ab. Zwischen 2005 und 2016 war er Träger verschiedener Stipendien. Urbaniak wurde im Jahr 2012 an der Musikakademie Krakau promoviert. Seine Habilitation folgte 2016 an der Musikakademie Łódź. Er ist Preisträger internationaler Orgelwettbewerbe und spielte mehrere CD-Aufnahmen ein. Eine internationale Konzerttätigkeit führte ihn in verschiedene Länder Europas und nach Japan. Er ist Juror verschiedener Orgelwettbewerbe, u. a. des Internationalen Musashino-Orgelwettbewerbs (2023) des Internationalen Buxtehude-Orgelwettbewerb in Lübeck (2022), des Internationalen Schnitger-Orgelwettbewerbes in Alkmaar (2015, 2019) und des Internationalen Gottfried-Silbermann-Wettbewerbes in Freiberg (2017).
Als Orgelsachverständiger, Mitglied internationaler Orgelkommissionen und als Vorstandsmitglied des Baltischen Orgel-Centrums Stralsund begleitet Urbaniak die Restaurierung und Rekonstruktion historischer Orgeln. Seit 2013 ist er Sachverständiger des polnischen Ministeriums für Kultur und nationales Erbe. 2013–2016 war er als Artist in residence der Filharmonia Łódzka angestellt. An der Staatlichen Hochschule für Musik in Łódź wirkte er als Professor für Orgel. Seit 2024 ist Urbaniak Professor für historische Orgel an der Hochschule für Künste in Bremen. An der Musikakademie Krakau wirkt er als Dozent für Improvisation und historische Orgelbaukunde.
Zusammen mit Martin Rost veröffentlichte er die lange verschollenen Choralvariationen des Danziger Komponisten Daniel Magnus Gronau samt dessen Registriervorschriften, die die größte erhaltene Sammlung von Registrierungen des 18. Jahrhunderts darstellen.
Seit 2018 ist Urbaniak Kurator beider Orgeln der Filharmonia Łódzka sowie Künstlerischer Leiter des Orgelfestivals an der Hildebrandt-Orgel in Pasłęk und der Internationalen Orgeltage an der Hummel-/Nitrowski-Orgel in Olkusz, darüber hinaus ist er ECHO Artistic director der Stadt Olkusz.

## Auszeichnungen
- 1. Preis: Arp-Schnitger-Wettbewerb (Bremen, Cappel, Altenbruch, Lüdingworth, 2010)
- 1. Preis: Internationaler Orgelwettbewerb Willem Hermans (Pistoia / Larciano, 2009)
- 2. Preis: Internationaler Orgelwettbewerb Franz Schmidt (Kitzbühel / Hopfgarten, 2006)
- 2. Preis: Internationaler Orgelwettbewerb Petra Eben (Opava, 2004)
- 1. Preis: 5. Wettbewerb der polnischen Orgelmusik (Legnica, 2002)

## Auswahl konsultierter Orgelprojekte

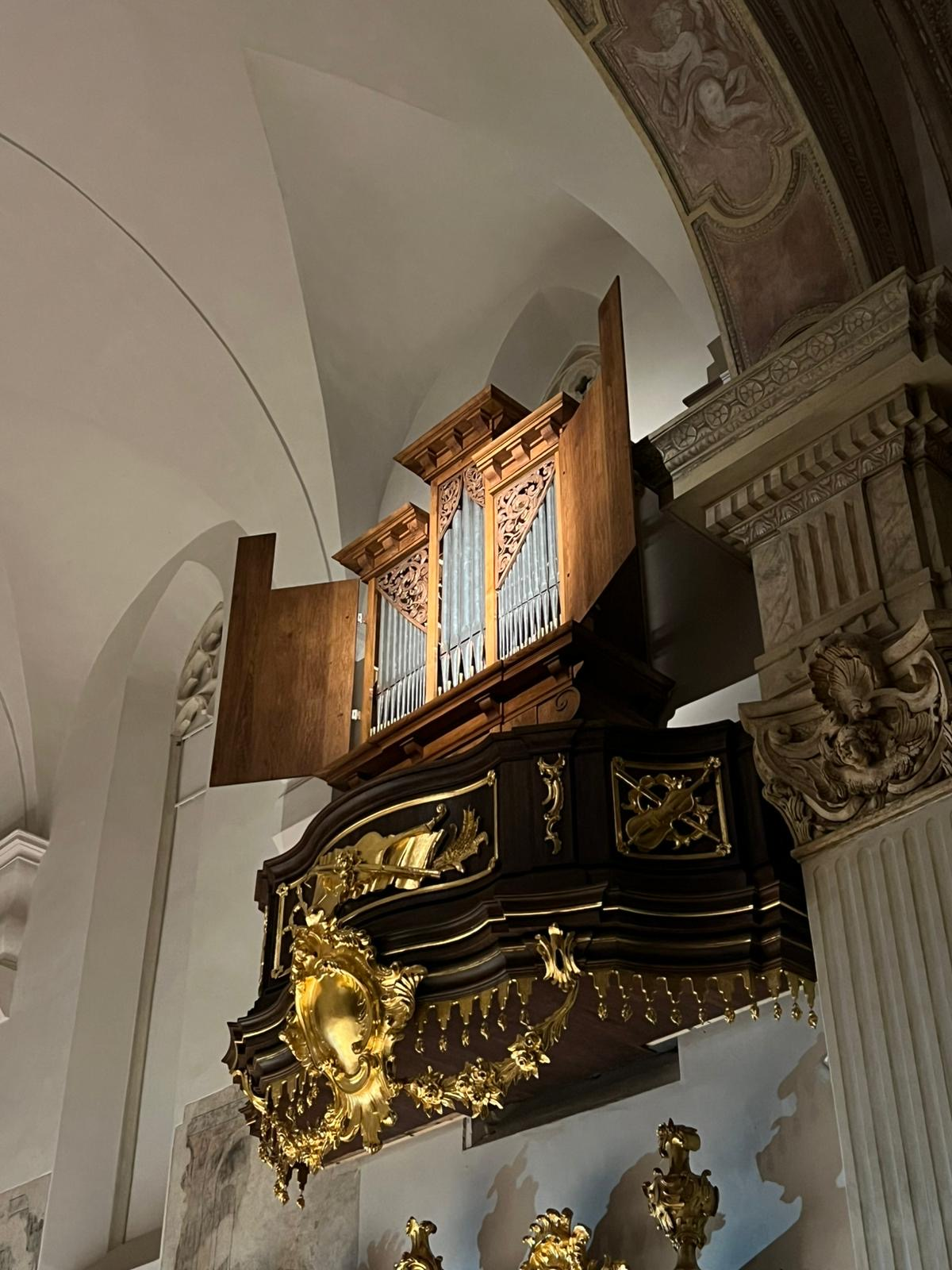
Orgel im Renaissance-Stil in der Klosterkirche von Tyniec, SLJ Budowa Organów, 2021–2024

- Tyniec, Klosterkirche, neue Orgel im Renaissancestil, SLJ Budowa Organów & Marcus Stahl, 2022–2024[10],
- Tuchowicz (zusammen mit Małgorzata Trzaskalik-Wyrwa), Pfarrkirche, Restaurierung der Robert-Moritz-Müller-Orgel von 1851, Krzysztof Deszczak, 2020–2024[11],
- Lidzbark Warmiński, Schlosskapelle, Restaurierung der Christoph-Heinrich-Obuch-Orgel von 1760, Zych Zakłady Organowe[12], 2021–2023
- Stary Sącz, Pfarrkirche St. Elisabeth, Rekonstruktion der Jan-Głowiński-Orgel von 1679, SLJ Budowa Organów & Orgelwerkstatt Kristian Wegscheider, 2021–2023[13]
- Zamarte (zusammen mit Małgorzata Trzaskalik-Wyrwa), Klosterkirche, Restaurierung der Christianus-Olszyński-Orgel von 1774, SLJ Budowa Organów, 2018–2023[14]
- Łódź, Akademia Muzyczna, neue Orgel im Stil von Andreas Hildebrandt, Grönlund Orgelbyggeri/Gammelstad, 2017–2019[15]
- Olkusz, Restaurierung der Hans-Hummel-/Georg-Nitrowski-Orgel von 1611–1633, Flentrop Orgelbouw/Zandaam, 2015–2018[16]
- Łódź, Filharmonia im. Artura Rubinsteina, neue sinfonische Orgel, Rieger Orgelbau/Schwarzach, 2013–2015[17]
- Łódź, Filharmonia im. Artura Rubinsteina, neue Orgel im Stil von Gottfried Silbermann, Orgelwerkstatt Wegscheider/Dresden, 2012–2014[18]
- Pasłęk, Restaurierung der Andreas-Hildebrandt-Orgel von 1717–1719, Orgelwerkstatt Wegscheider/Dresden, 2010–2013[19]
- Topolno, Restaurierung der Sauer-Orgel von 1900 im Gehäuse von Matthäus Brandtner (1695), Orgelwerkstatt Scheffler/Sieversdorf, 2010–2011[20]
- Adakavas, Reinigung der Adam Gottlob Casparini zugeschriebenen Orgel von ca. 1760, Orgelwerkstatt Wegscheider/Dresden, 2010[21]

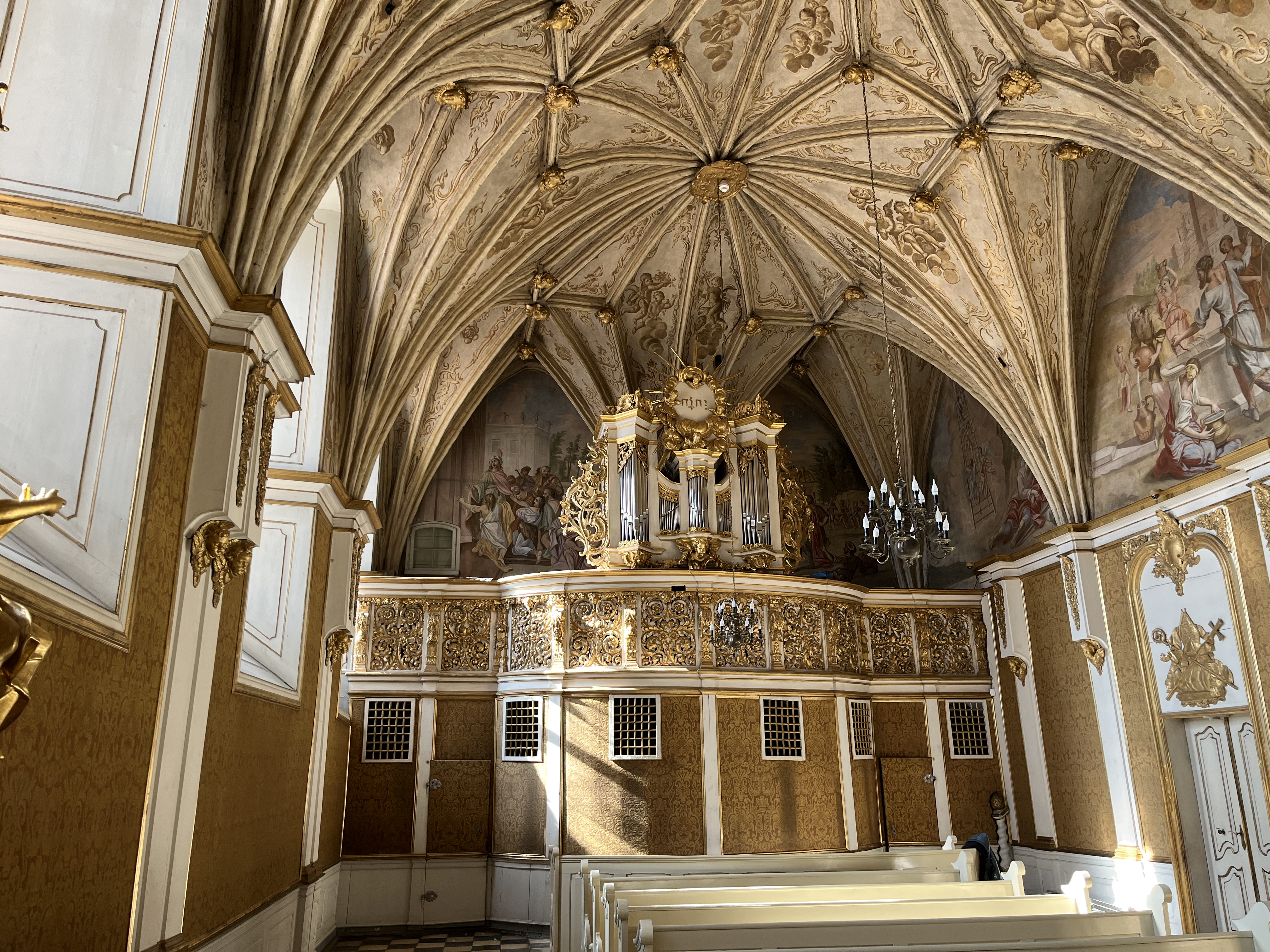
Christoph-Heinrich-Obuch-Orgel von 1760 in Lidzbark Warmiński

## Schriften

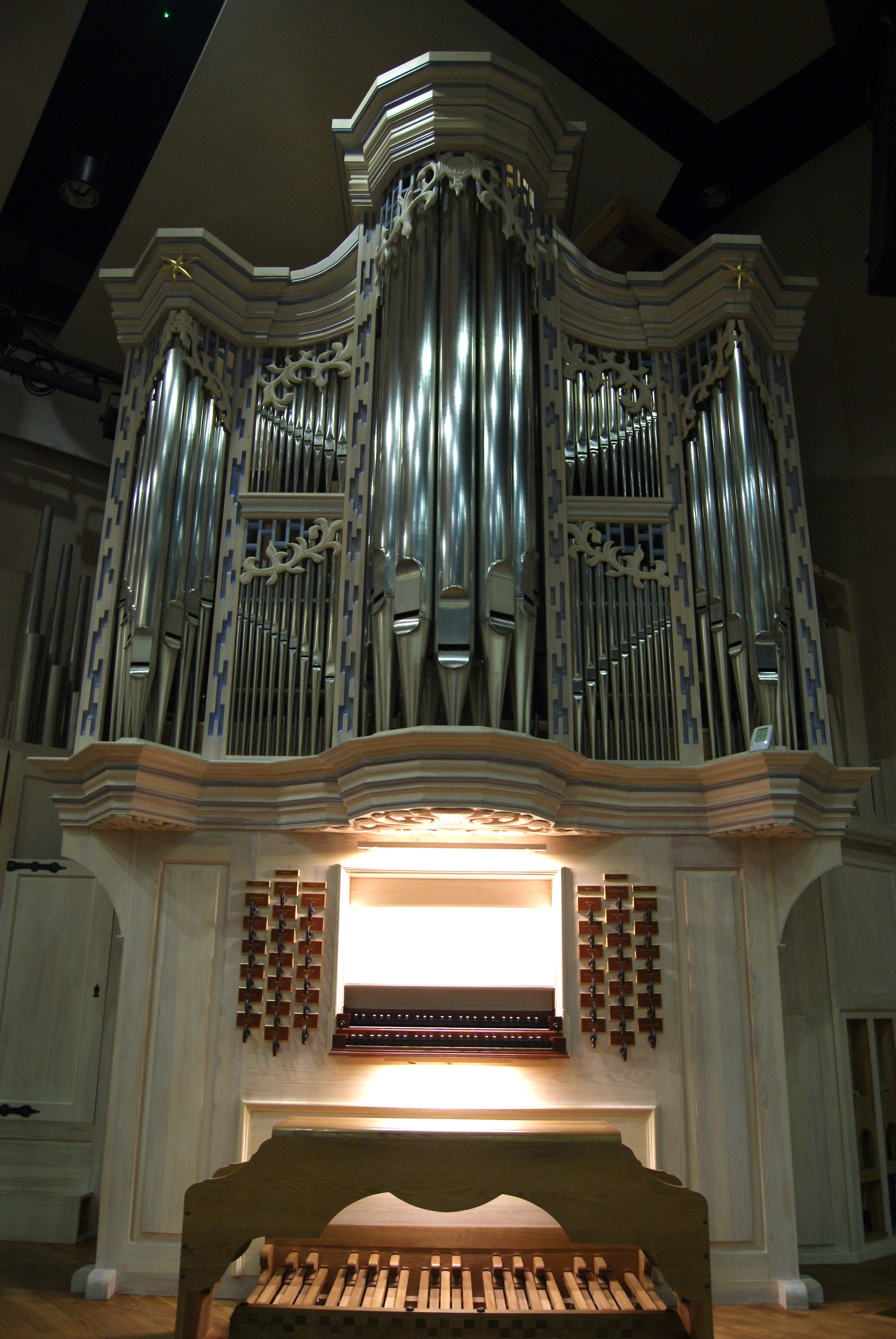
Die Grönlund-Orgel der Akademia Muzyczna in Łódź

- Samtida orglar i ett hanseatisk perspektiv / Contemporaneous Organ in a Hanseatig Context. In: 1599 ars orgel i Visby domkyrka – ett klingande kulturarv / The 1599 Organ in Visby Cathedral – a Resonanting Cultural Heritage. Visby 2025, ISBN 978-91-531-4087-0, S. 26–32.
- Lesser known facets of the European organ tradition. In: Japan Organist. 51, Tokyo 2024, ISSN 1340-3923, S. 11–29.
- (Hrsg.) Die Orgel der Pfarrkirche in Olkusz. Hans Hummel und seine Schule | Organy fary olkuskiej. Hans Hummel i jego szkoła (= Ortus Studien, 2 Bände). Beeskow 2024, ISBN 978-3-937788-80-7.[22]
- mit Dorothea Schröder: Friedrich Stellwagens Orgel für die Eutiner Schlosskapelle (1639/40). In: Organ Yearbook. Band 49, 2020, ISSN 0920-3192, S. 152 ff.
- Orgelgeschichte der Johanniskirche in Danzig von ca. 1671 bis 1760. In: Daniel Magnus Gronau. Ein Danziger Organist und seine Choralvariationen (= Ortus-Studien. Band 21; Veröffentlichung der Gesellschaft der Orgelfreunde. Band 281). ortus musikverlag Krüger & Schwinger, Berlin 2017, ISBN 978-3-937788-56-2, S. 55–80.
- Działalność warsztatu organmistrza Andreasa Hildebrandta w Elblągu i jego okolicach w latach 1711–1725. In: Studia Elblągskie. XVIII/2017, Elbląg 2017, ISSN 1507-9058, S. 219–243.
- mit Martin Rost (Hrsg.): Daniel Magnus Gronau. Choralvariationen für Orgel. Gesamtausgabe. 2 Bände. Ortus-Musikverlag, Beeskow 2015, ISMN 979-0-50234037-7 (Suche im DNB-Portal).
- Die Andreas-Hildebrandt-Orgel (1717–1719) in der Pfarrkirche St. Bartholomäus zu Pasłęk/Polen. In: ISO journal. The magazine of the International Society of Organbuilders. 50, Baelen 2015, ISSN 1017-7515, S. 33–45.
- Organy z kościoła Marii Panny w Elblągu. In: Warmińsko-mazurski biuletyn konserwatorski. 6/2014, Olsztyn 2014, ISSN 1640-5560, S. 188–202.
- Orgelbewegung w Prusach Wschodnich i Zachodnich przed rokiem 1945. In: Notes Muzyczny. 1/2014, Łódź 2014, ISSN 2353-9593, S. 188–221.
- Sztuka registracji w kręgu północnoniemieckim od XVI do XVIII wieku. Wydawnictwo Unum, Polskie Towarzystwo Teologiczne, Kraków 2013, ISBN 978-83-7643-109-3.
- mit Martin Rost, Teresa Piech (Hrsg.): Organy Andreasa Hildebrandta w kościele św. Bartłomieja w Pasłęku. Dzieje i konserwacja. Wydawnictwo Unum, Kraków 2013, ISBN 978-83-7643-102-4, S. 55–62.
- mit Martin Rost: Die Registriervorschriften von Daniel Magnus Gronau’s Choralvariationen für Orgel. Eine Quelle zur Interpretation der norddeutschen Orgelmusik des 18. Jahrhunderts. Kraków 2013, ISBN 978-83-7643-098-0.
- Daniel Magnus Gronau und seine Registriervorschriften. In: Organ – Kenkyo Annual Report of the Japan Organ Society. XLI, Tokio 2013, ISSN 0287-5365, S. 1–51.
- Przeprowadzanie cantus firmus w basie, tenorze i sopranie według zasad generałbasu I poł. XVII w. Podstawy sztuki diminucji. In: Sztuka improwizacji i realizacji basso continuo w XVII–XVIII wieku. Łódź 2011, ISBN 978-83-60929-14-8, S. 97–103.
- Liturgiczna muzyka renesansowych tabulatur Polski południowej a instrumentarium organowe I poł. XVII w. O stylu południowo-polskim w budownictwie organowym wczesnego baroku. In: Musica Sacra 6. Prace specjalne 81, Akademia Muzyczna im. Stanisława Moniuszki w Gdańsku, Gdańsk 2011, ISSN 0239-7080, S. 87–110.
- The Early History of the Polish organ. In: Organ – Kenkyo Annual Report of the Japan Organ Society. XXXVIII, Tokio 2010, ISSN 0287-5365, S. 38–68.

## Diskografie
- 303 years ago in Pasłęk [–] a portrait od an extraordinary organ. Krzysztof Urbaniak, Kinga Tomczak, Łukasz Różyło, Karol Szutka, Paweł Urbanek, Ars Sonora 2022, ARSO-CD-215 (J.S. Bach, J.A. Reincken, M. Weckmann, N. Bruhns, H. Scheidemann).
- Sweelinck 400 years, between West and East. Krzysztof Urbaniak in Olkusz, Pieter van Dijk in Alkmaar. 2 CD. dmp records 2021.
- Fauré/Grzeszczak/Whitbourn Masses. Dux 1613 (mit Dawid Ber, Boberska Marta, Chór Filharmonii Łódzkiej, Paweł Gusnar, Magdalena Szymańska, Krzysztof Urbaniak) (G. Fauré, K. Grzeszczak, J. Whitbourn).
- Johann-Ernst-Hähnel-Orgel Krippehna. Querstand 2019, VKJK 1911 (J. S. Bach, C. Ph. E. Bach, T. I. Pachaly, F. W. Markull, F. Mendelssohn-Bartholdy, K. Urbaniak).
- The Renaissance Organ of Olkusz. Ars Sonora 2019, ARSO-CD-132 (J. P. Sweelinck, P. Siefert, T. Merula, G. Frescobaldi, D. Cato, Warszawska Tabulatura Organowa, A. Neunhaber, K. Urbaniak).
- Di Chiesa e di Camera: Violin Music at the Polish Vasa Court. RecArt 2019, CD nr 0031 (Teresa Piech – Barockgeige, Joanna Radziszewska-Sojka – Sopran, Krzysztof Urbaniak – Orgel) (T. Merula, A. Subissati, G. F. Anerio, M. Sacchi, H. Döbel, J. Różycki).
- (vierhändig mit Francien Janse-Balzer): Muzyka Wieków w Pasłęku. Pasłęka płyta CD, 2017 (A. Bonelli, J. S. Bach, G. F. Händel, A. Soler, W. A. Mozart, R. Wagner).[23]
- Die Orgel der Hofkapelle von Schloss Gottorf. Musik des 16. und 17. Jahrhunderts. Nomos 2015, CD 2015040343 (Sweelinck, Siefert, Hassler, Froberger, Weckmann, Steffens, Tunder).
- Retrospection. Organ works of the 16th and 17th century. Paschen Records 2015, PR 150030 (Tabulatura Krakowska, Tabulatura Łowicka, Bull, Hassler, Correa de Arauxo, Fischer, Weckmann, Froberger).
- (Cembalo, mit Saxophone Baroque): Vivaldi’s world. Bella Musica Ed., Bühl 2015 (Werke von Giuseppe Sammartini, Pietro Antonio Locatelli, Antonio Vivaldi, Arcangelo Corelli, Francesco Mancini, Giovanni Bononcini).
- Danziger Barock II. Volckmar – Gronau – Mohrheim. Paschen Records 2014, PR 140020 (Volckmar, Mohrheim, Gronau).
- (mit Martin Rost): Casparini-Orgel in der Pfarrkirche des hl. Johannes des Täufers zu Adakavas, Litauen. Baltisches Orgel-Centrum, 2010 (A. Neunhaber, H. Albert, D. Buxtehude, G. Boehm, J. S. Bach, C. P. E. Bach, F. C. Mohrheim, J. Dygulska, E. T. Reinhard).